# Hankovce (Humenné)
|  | No s'ha de confondre amb Hankovce (Bardejov). |

Hankovce és un poble i municipi d'Eslovàquia. Es troba a la regió de Prešov, al nord del país.

## Història
La primera referència escrita de la vila data del 1567.

## Demografia
| Godina             | 1994 | 2004   | 2014   | 2024   |
| ------------------ | ---- | ------ | ------ | ------ |
| Nombre de persones | 557  | 567    | 536    | 487    |
| Diferència         |      | +1,79% | −5,46% | −9,14% |

| Godina             | 2023 | 2024   |
| ------------------ | ---- | ------ |
| Nombre de persones | 486  | 487    |
| Diferència         |      | +0,20% |